# Marion Game

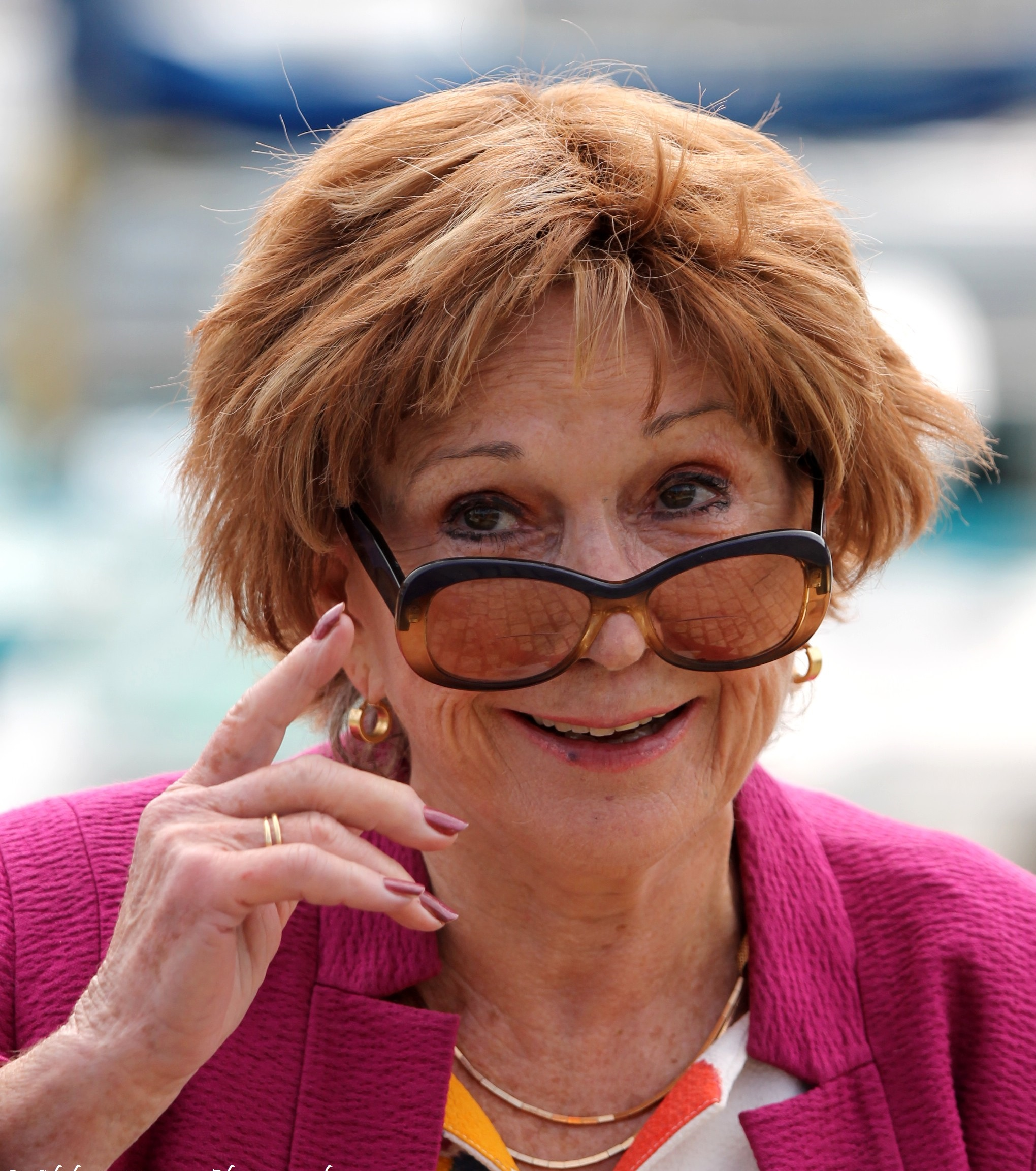
Marion Game (2015)

Marion Game (* 31. Juli 1938 in Casablanca, Marokko; † 23. März 2023 in Paris) war eine französische Schauspielerin.

## Leben und Wirken
Marion Game war die Tochter eines in Marokko ansässigen Bauunternehmers. Er starb, als sie neun Jahre alt war, und ihre mittellose Mutter gab ihre beiden Töchter zu ihrer Großmutter in Casablanca. Sie heiratete Philippe Ledieu 1959 und neun Monate später wurde ihre Tochter geboren. Sie zogen nach Paris und nach ihrer Scheidung schrieb sie sich beim Cours Simon ein und gewann 1968 den Marcel-Achard-Preis. Sie spielte dann im Lyon am Théâtre des Célestins in Komödie im Dunkeln, weitere Theaterrollen folgten an Pariser Theatern, so 2019 im Stück C’est pourtant simple !.
Nach einem Kurzauftritt in Les Poneyttes und einer Hauptrolle in Louis Grospierres Fernsehfilm Le survivant (1967) hatte sie 1970 als Pamela ihre erste größere Nebenrolle in Édouard Molinaros  La Liberté en croupe. Es folgten 1970 eine Nebenrolle in Michel Audiards von der Kritik abgelehnten Le Cri du cormoran le soir au-dessus des jonques und eine Hauptrolle in Jean-Pierre Mockys beachtetem Der Albatros sowie ein Gastauftritt neben der Komikertruppe Les Charlots im Filmulk Die tollen Charlots – Frechheit siegt (1971). Es folgten von der Kritik geschmähte Filme wie Der Clou der Madame P.p. (1974) und 11.000 Ruten – Im Rausch der Sinne (1974). Marion Game drehte dann fürs Fernsehen, so 1974 in der Serie Malaventure und 1975 in einer Nebenrolle als Zimmermädchen als Aurore in der Miniserie Glanz und Elend der Kurtisanen. In den 1980er Jahren war sie nur selten im Kino zu sehen, unter anderem in Richard Balduccis Ein alter Dickkopf mit Paul Préboist. Seit den 1990er Jahren drehte sie fast ausschließlich fürs Fernsehen, so neben Franka Potente und Yvan Attal als Serge Klarsfelds Mutter Raissa in Die Hetzjagd, in der Serie Plus belle la vie und von 2009 bis 2019 als Huguette in der Ulk-Serie Scènes de ménages.
Marion Game arbeitete zudem als Synchronsprecherin. So war sie im Original von Asterix und die Wikinger die Bonemine (Gutemine). Für die französische Version von Forrest Gump sprach sie Forrests Mutter (Sally Field). Sie war die französische Stimme für Tyne Dalys Lacey in Cagney und Lacey. In der Serie Malcolm mittendrin sprach sie die Rolle von Jane Kaczmarek und in Desperate Housewives die von Shirley Knight als Phyllis Van De Kamp.

## Filmografie (Auswahl)
- 1970: Was würden Sie an meiner Stelle tun? (Êtes-vous fiancée à un marin grec ou à un pilote de ligne?)
- 1970: Allô Police (Fernsehserie, 1 Folge)
- 1971: Der Albatros (L’Albatros)
- 1971: Die tollen Charlots – Frechheit siegt (Les bidasses en folie)
- 1974, 1982: Mit Rose und Revolver (Les Brigades du Tigre, Fernsehserie, 2 Folgen)
- 1974: Malaventure (Fernsehserie, 1 Folge)
- 1974: Die Knallköpfe von St. Tropez (La Grande nouba)
- 1975: 11.000 Ruten – Im Rausch der Sinne (Les onze mille verges)
- 1975: Der Clou der Madame P.p. (C’est pas parce qu’on n’a rien à dire qu’il faut fermer sa gueule...)
- 1982: Zärtliche Stunden (Dulces horas)
- 1985: Ein alter Dickkopf (Le facteur de Saint-Tropez)
- 2003, 2006: Kommissar Moulin (Commissaire Moulin, Fernsehserie, 2 Folgen)
- 2008: Die Hetzjagd (La Traque)
- 2010–2012: Plus belle la vie (Fernsehserie, 32 Folgen)
- 2013: Profiling Paris (Profilage, Fernsehserie, 1 Folge)